# Aerangis spiculata
Aerangis spiculata là một loài thực vật có hoa trong họ Lan. Loài này được (Finet) Senghas mô tả khoa học đầu tiên năm 1972.